# Chen Yi
Chen Yi (xinès tradicional: 陳毅, xinès simplificat: 陈毅, pinyin: Chén Yì; Lezhi, Chengdu, Sichuan, 26 d'agost de 1901 - Beijing, 6 de juny de 1972) va ser un comunista xinés, comandant militar i polític de la República Popular de la Xina.
Chen Yi va nàixer a Sichuan, en una família moderadament acomodada. Company de Lin Biao en els seus dies de guerrillers, Chen va ser comandant del Nou Quart Exèrcit, una unitat de l'Exèrcit Nacional Revolucionari durant la Segona Guerra Sinó-Japonesa (1937-1945).
Així mateix, va encapçalar la contraofensiva de Shandong durant l'última fase de la Guerra Civil i, després, va comandar els exèrcits comunistes que van vèncer les forces del Kuomintang en Huai-Hai i van conquistar la regió baixa del Iangtsé el 1948.
En 1955, Chen Yi va ser nomenat Mariscal (Yuan Shuai) de l'Exèrcit Popular d'Alliberament i, després de la fundació de la República Popular de la Xina en 1949, va ser nomenat alcalde de Shanghai. També va exercir de Vice-primer Ministre de 1954 a 1972 i de Ministre de Relacions Exteriors de 1958 a 1972. També va ser president de la Universitat Xinesa d'Afers exteriors de 1961 a 1969.
En 1967, durant l'anomenada Revolució Cultural, Chen Yi va ser purgat encara que no oficialment destituït, per la qual cosa Zhou Enlai va exercir les màximes tasques diplomàtiques del país en el seu lloc. Després de la mort del mariscal Lin Biao el 1971, va ser restaurat, encara que no a tots els seus càrrecs. Chen mor el 6 de gener del 1972, on es va poder vore Mao Zedong, en la que va ser la seua última aparició pública, així com la única aparició que feu al funeral de ningú durant la Revolució Cultural.